# Massiccio Tamu
Il Massiccio del Tamu è stato considerato  fino a luglio 2019 il più esteso vulcano a scudo con i suoi circa 301.000 kmq (poco più grande della superficie dell'intera Italia) ed alto all'incirca 4.000 metri, ma che si trova comunque 2.000 metri sotto il livello dell'Oceano Pacifico, a circa 1.600 chilometri a est del Giappone. La sua scoperta era stata rivelata il 5 settembre 2013.
In seguito alla sua scoperta è stata perciò riscritta la classifica dei vulcani più grandi del mondo, chi ha visto il massiccio del Tamu sorpassare il Mauna Loa (5.180 chilometri quadrati) delle Hawaii di circa 305.000 chilometri quadrati diventando così il più grande vulcano sottomarino del mondo. Lo stesso geofisico dell'Università di Houston che nel 2013 lo classificò come il più grande vulcano a scudo del mondo, William Sager, che nel 2019 lo ha riclassificato come una dorsale oceanica.